# Trung Thành, Vụ Bản
Trung Thành là một xã thuộc huyện Vụ Bản, tỉnh Nam Định.

## Địa lý - Hành chính
Xã nằm trên trục Quốc lộ 38B nối từ Hải Dương tới Ninh Bình; phía Đông giáp xã Quang Trung; phía Bắc giáp xã Hợp Hưng; phía Tây giáp xã Cộng Hòa và phía Nam giáp xã Kim Thái.
Hiện nay xã có khoảng 4.100 dân (số liệu chưa được kiểm chứng), tập trung trong 13 cụm dân cư, gồm:
- Làng Bái
- Xóm Phạm
- Xóm Quế
- Xóm Chinh
- Xóm Xuân
- Xóm Chùa
- Xóm Đông
- Xóm Hòe
- Xóm Trại
- Xóm Phố
- Xóm Nhì
- Xóm Tư 1
- Xóm Tư 2

## Đền Công Mẫn
Đền thờ Trần Công Mẫn ở xã Trung Thành là di tích lịch sử văn hóa lâu đời thờ 2 vị tướng nhà Đinh là Trần Công Mẫn và Trần Ứng Long. Trần Công Mẫn, người Sơn Tây theo về với vua Đinh Tiên Hoàng, được giao làm tướng tiên phong dưới quyền Trần Ứng Long, có công đánh dẹp sứ quân Đỗ Cảnh Thạc. Sau này Ông lại được cử xuống phủ Nghĩa Hưng để chiêu mộ được 1000 quân sĩ. Ông lấy vợ người trang Thái Duyến là bà Xuyến Nương và tập hợp được đến nghìn trai tráng quê vợ tham gia nghĩa quân.